# فاينل فانتسي
فاينل فانتسي (Final Fantasy) هي سلسلة ألعاب فيديو من إنتاج سكوير إينكس. أصدر الجزء الأول في عام 1987 لجهاز نينتندو إنترتينمنت سيستم وقد كان من أقدم ألعاب تقمّص الأدوار. تعد سلسلة فاينل فانتيسي رابع أكثر سلسلات الألعاب بيعاً بعد ألعاب سوبر ماريو وبوكيمون وذا سيمز، حيث فاقت مبيعات السلسلة 68 مليون نسخة حول العالم.
معظم ألعاب السلسلة هي من نوع تقمّص الأدوار، كما توجد ألعاب من أنواع أخرى مثل تبادل الأدوار التكتيكي ولعبة تقمص الأدوار كثيفة اللاعبين على الإنترنت والألعاب المحمولة، كما أنتجت بعض الأفلام حول السلسلة. الجزء الأول من اللعبة صدر في اليابان بتاريخ 18 ديسمبر 1987. حتى مارس 2007، توجد 28 لعبة من السلسلة، 12 منهم تعد من الأجزاء الرئيسية، والبقية أجزاء إضافية ملحقة.
لكل لعبة من السلسلة عالمها الخاص وهي غير مرتبطة بالأجزاء الأخرى، إلا أنها تشترك في بعض الأمور مثل طريقة اللعبة بشكل عام وظهور بعض المخلوقات الخيالية مثل الموغل (Moogles) والتشوكوبو (Chocobos). نظام المعارك أيضاً متشابه في معظم الألعاب، واستخدم نظام Active Time Battle ابتداء من الجزء الرابع.
بالإضافة إلى انها صدر منها سلسلة كارتونية شهيرة

## الأجزاء

### الألعاب

#### الألعاب الرئيسية
- فاينل فانتسي صدرت في...
  - 1987 لنينتندو إنترتينمنت سيستم (كمبيوتر العائلة)
  - 1989 لـ MSX (كمبيوتر صخر) في اليابان
  - 2000 لوندر سوان كلر في اليابان (نسخة مطورة)
  - 2002 لبلاي ستيشن 1 كجزء من Final Fantasy Origins (نسخة مطورة)
  - 2004 لجيم بوي أدفانس كجزء من Final Fantasy I & II: Dawn of Souls (نسخة مطورة)
  - 2007 لبلاي ستيشن بورتابل (نسخة مطورة)
  - 2010 لأجهزة آي أو إس (نسخة مطورة)
- فاينل فانتسي 2 صدرت في...
  - 1988 لنينتندو إنترتينمنت سيستم (كمبيوتر العائلة) في اليابان
  - 2001 لوندر سوان كلر في اليابان (نسخة مطورة)
  - 2002 لبلاي ستيشن 1 كجزء من Final Fantasy Origins (نسخة مطورة)
  - 2004 لجيم بوي أدفانس كجزء من Final Fantasy I & II: Dawn of Souls (نسخة مطورة)
  - 2007 لبلاي ستيشن بورتابل (نسخة مطورة)
  - 2010 لأجهزة آي أو إس (نسخة مطورة)
- فاينل فانتسي 3 صدرت في...
  - 1990 لنينتندو إنترتينمنت سيستم (كمبيوتر العائلة) في اليابان
  - 2006 لنينتندو دي إس (نسخة مطورة)
- فاينل فانتسي 4 صدرت في...
  - 1991 لسوبر نينتندو
  - 1997 لبلاي ستيشن 1
  - 2001 لوندر سوان كلر في اليابان
  - 2005 لجيم بوي أدفانس
  - 2007 لنينتندو دي إس (نسخة مطورة)
- فاينل فانتسي 5 صدرت في...
  - 1992 لسوبر نينتندو في اليابان
  - 1998 لبلاي ستيشن 1
  - 2006 لجيم بوي أدفانس
- فاينل فانتسي 6 صدرت في...
  - 1994 لسوبر نينتندو
  - 1999 لبلاي ستيشن 1
  - 2006 لجيم بوي أدفانس
- فاينل فانتسي 7 صدرت في...
  - 1997 لبلاي ستيشن 1
  - 1998 لكمبيوتر مايكروسوفت ويندوز
- فاينل فانتسي 8 صدرت في...
  - 1999 لبلاي ستيشن 1
  - 2000 لكمبيوتر مايكروسوفت ويندوز
- فاينل فانتسي 9 صدرت في 2000 لبلاي ستيشن 1
- فاينل فانتسي 10 صدرت في 2001 لبلاي ستيشن 2
- فاينل فانتسي 11 صدرت في...
  - 2002 لبلاي ستيشن 2 وكمبيوتر مايكروسوفت ويندوز
  - 2006 لإكس بوكس 360
- فاينل فانتسي 12 صدرت في 2006 لبلاي ستيشن 2[3]
- فاينل فانتسي 13 صدرت في 2010 لبلاي ستيشن 3 وإكس بوكس 360
- فاينل فانتسي 14 صدرت نسخة (كوليكتور) على مايكروسوفت ويندوز في 22 سبتمبر 2010 وبعدها بثمانية أيام في 30 سبتمبر النسخة القياسية. نظراً لسوء استقبال اللعبة، تمت إعادة بناؤها من الصفر لتصبح فاينل فانتسي 14: أ ريلم ريبورن وصدرت في 27 أغسطس 2013 على ويندوز وبلاي ستيشن 3 ثم على بلاي ستيشن 4 في 14 أبريل 2014.
- فاينل فانتسي 15 صدرت يوم 29 نوفمبر 2016 على بلاي ستيشن 4 وإكس بوكس ون.

#### فاينل فانتسي تاكتكس
هذه الألعاب هي ألعاب إستراتيجية تعتمد على الأدوار.
- فاينل فانتسي تاكتكس صدرت في...
  - 1997، لبلاي ستيشن 1
  - 2007، لبلاي ستيشن بورتابل
- فاينل فانتسي تاكتكس أدفانس صدرت في 2003 لجيم بوي أدفانس
- فاينل فانتسي تاكتكس A2: جريموار أوف ذا ريفت صدرت في 2007 لنينتندو دي إس

#### الألعاب المرتبطة
هذه الألعاب مكملة لقصة بعض الألعاب في القائمة الرئيسية.
- فاينل فانتسي 10-2 صدرت في 2003 لبلاي ستيشن 2
- بيفور كرايسس: فاينل فانتسي 7 صدرت في 2004 لهواتف المحمولة في اليابان
- ديرج أوف سربرس: فاينل فانتسي 7 صدرت في 2006 لبلاي ستيشن 2
- ديرج أوف سربرس لوست إبيسود: فاينل فانتسي 7 صدرت في 2006 لهواتف المحمولة
- فاينل فانتسي 12: رفنانت وينجز صدرت في 2006 لنينتندو دي إس
- كرايسس كور: فاينل فانتسي 7 صدرت في 2007 لبلاي ستيشن بورتابل
- كريستال دفندرز صدرت في 2008 للهواتف المحمولة، ووي وير، وإكس بوكس لايف آركيد، وبلاي ستيشن نتوورك
- فاينل فانتسي 4: ذي أفتر ييرز صدرت في...
  - 2008 لهواتف المحمولة في اليابان
  - 2009 لنينتندو وي
- ديسيديا: فاينل فانتسي صدرت في 2008 لبلاي ستيشن بورتابل
- كريستال دفندرز: فانجارد ستورم صدرت في 2009 لآي بود تاتش وآي فون
- فاينل فانتسي أجيتو 13 ستصدر لبلاي ستيشن بورتابل
- فاينل فانتسي فيرسز 13 ستصدر لبلاي ستيشن 3
- ديسيديا 012 فاينل فانتسي صدرت في 2011 لبلاي ستيشن بورتابل

#### فاينل فانتسي كريستال كرونيكلز
هذه الألعاب هي من نوع أكشن RPG.
- فاينل فانتسي كريستال كرونيكلز صدرت في 2003 لجيم كيوب
- فاينل فانتسي كريستال كرونيكلز: رينجز أوف فيت صدرت في 2007 لنينتندو دي إس
- فاينل فانتسي كريستال كرونيكلز: ماي لايف أز أ كينج صدرت في 2008 لنينتندو وي
- فاينل فانتسي كريستال كرونيكلز: إيكوز أوف تايم صدرت في 2009 لنينتندو دي إس ونينتندو وي
- فاينل فانتسي كريستال كرونيكلز: ماي لايف أز أ داركلورد صدرت في 2009 لنينتندو وي
- فاينل فانتسي كريستال كرونيكلز: ذا كريستال بيررز صدرت في 2009 لنينتندو وي

#### ألعاب تشوكوبو
تشوكوبو هي مخلوقات خيالية ظهرت في العديد من ألعاب فاينل فانتسي.
- تشوكوبو نو فوشيجينا دنجن صدرت في 1997 لبلاي ستيشن 1 في اليابان
- تشوكوبوز دنجن 2 صدرت في 1998 لبلاي ستيشن 1
- تشوكوبو ريسينج صدرت في 1999 لبلاي ستيشن 1
- هاتاراكو تشوكوبو صدرت في 2000 لوندر سوان في اليابان
- تشوكوبو لاند صدرت في 2002 لجيم بوي أدفانس في اليابان
- فاينل فانتسي فيبلز: تشوكوبو تيلز صدرت في 2006 لنينتندو دي إس
- فاينل فانتسي فيبلز: تشوكوبوز دنجن صدرت في 2007 لنينتندو وي

#### الألعاب الأخرى
- سلسلة ألعاب ساجا، والتي بدأت بالألعاب: ذا فاينل فانتسي لجند، وفاينل فانتسي لجند 2، وفاينل فانتسي لجند 3
- سلسلة ألعاب مانا والتي بدأت بلعبة فاينل فانتسي أدفنتشر
- فاينل فانتسي ميستيك كويست صدرت في 1992 لسوبر نينتندو
- إرجايتس صدرت في 1998، نسخة بلاي ستيشن 1 تحتوي على شخصيات فاينل فانتسي 7
- فيجرانت ستوري صدرت في 2000 لبلاي ستيشن 1، وتدور القصة في «إيفاليس» (وهو عالم فاينل فانتسي تاكتكس و 12)
- سلسلة ألعاب كينجدم هارتس حيث تظهر فيها شخصيات فاينل فانتسي
- فاينل فانتسي: ذا 4 هيروز أوف لايت صدرت في 2009 لنينتندو دي إس

### الأفلام والتلفزيون
- فاينل فانتسي: لجند أوف ذا كريستالز صدر في 1994 (مسلسل أنمي قصير)
- فاينل فانتسي: ذا سبيريتس ويذين صدر في 2001 (فيلم مرسوم بالكمبيوتر)
- فاينل فانتسي: أنليميتد صدر في 2001 (مسلسل أنمي تلفزيوني)
- فاينل فانتسي 7 أدفنت تشيلدرن صدر في 2005 (فيلم مرسوم بالكمبيوتر)
- لاست أوردر:فاينل فانتسي 7 صدر في 2005 (فيلم أنميشن قصير)

## وصلات خارجية
- فاينل فانتسي على موقع ميوزك برينز (الإنجليزية)

- سكوير إينكس موقع فاينل فانتسي الرسمي
- سكوير إينكس موقع فاينل فانتسي الرسمي (باليابانية)
- فاينل فانتسي ويكي بالإنجليزيّة
- ألعاب فاينل فانتسي على مشروع الدليل المفتوح